# Командный чемпионат Европы по лёгкой атлетике 2011
Командный чемпионат Европы по лёгкой атлетике 2011 года прошёл 18—19 июня на Олимпийском стадионе в Стокгольме, столице Швеции. Сильнейшие сборные континента участвовали в соревнованиях Суперлиги — главного дивизиона турнира. На протяжении 2 дней участники боролись за командные очки в 40 легкоатлетических дисциплинах.

## Суперлига

### Командное первенство
В Суперлиге 2011 года выступали 12 европейских сборных: первые 9 по итогам прошлого чемпионата и 3 сильнейших из Первой лиги 2010 года.
Чемпионский титул защитила сборная России, сборная Германии финишировала на втором месте, а Украина в первый раз в истории стала бронзовым призёром соревнований.
Спустя 6 лет после череды допинговых дисквалификаций Россия лишилась звания победителя: команда потеряла пять зачётных результатов (которые в сумме давали 58 очков) из-за нарушений, и чемпионский титул перешёл к сборной Германии.
| Место | Команда        | Очки  |
| ----- | -------------- | ----- |
| 1     | Германия       | 339,5 |
| 2     | Украина        | 300   |
| 3     | Россия         | 299   |
| 4     | Великобритания | 296   |
| 5     | Франция        | 294   |
| 6     | Польша         | 274   |
| 7     | Испания        | 256   |
| 8     | Италия         | 248   |
| 9     | Чехия [a]      | 227   |
| 10    | Беларусь [a]   | 208   |
| 11    | Португалия     | 187,5 |
| 12    | Швеция         | 169   |

a  Изначально сборная Белоруссии финишировала на 9-м месте с 220 очками, а Чехия стала 10-й (211 очков) и вылетела в Первую лигу. Однако спустя несколько лет после ряда допинговых дисквалификаций и аннулирования результатов был выполнен пересчёт очков, согласно которому команды поменялись местами в итоговой таблице.

### Сильнейшие в отдельных видах — мужчины
Сокращения: WR — мировой рекорд | ER — рекорд Европы | NR — национальный рекорд | CR — рекорд чемпионата

| Дисциплина             | 1-е место                                                                                     | 1-е место             | 2-е место                                                                        | 2-е место          | 3-е место                                                                               | 3-е место          |
| ---------------------- | --------------------------------------------------------------------------------------------- | --------------------- | -------------------------------------------------------------------------------- | ------------------ | --------------------------------------------------------------------------------------- | ------------------ |
| 100 м                  | Кристоф Леметр Франция                                                                        | 9,95 (+1,0 м/с) NR CR | Дуэйн Чемберс Великобритания                                                     | 10,07 (+1,0 м/с)   | Фрэнсис Обиквелу Португалия                                                             | 10,22 (+1,0 м/с)   |
| 200 м                  | Кристоф Леметр Франция                                                                        | 20,28 (−2,8 м/с) CR   | Камиль Крыньский Польша                                                          | 20,83 (−1,8 м/с)   | Александр Линник Белоруссия                                                             | 20,90 (−1,8 м/с)   |
| 400 м                  | Максим Дылдин Россия                                                                          | 45,82                 | Томас Шнайдер Германия                                                           | 45,98              | Марко Висталли Италия                                                                   | 45,99              |
| 800 м                  | Адам Кщот Польша                                                                              | 1.46,50               | Джефф Ластенне Франция                                                           | 1.46,70            | Гарет Уорбертон Великобритания                                                          | 1.46,95            |
| 1500 м                 | Мануэль Ольмедо Испания                                                                       | 3.38,63 CR            | Валентин Смирнов Россия                                                          | 3.38,89            | Джеймс Шейн Великобритания                                                              | 3.39,21            |
| 3000 м                 | Хуан Карлос Игуэро Испания                                                                    | 8.03,43               | Егор Николаев Россия                                                             | 8.03,80            | Руи Силва Португалия                                                                    | 8.03,88            |
| 5000 м                 | Хесус Эспанья Испания                                                                         | 13.39,25 CR           | Сергей Лебедь Украина                                                            | 13.39,75           | Энди Вернон Великобритания                                                              | 13.40,15           |
| Эстафета 4×100 м       | Великобритания · Кристиан Малкольм · Крейг Пиккеринг · Джеймс Эллингтон · Харри Эйкинс-Эрьити | 38,60 CR              | Франция · Тедди Тинмар · Кристоф Леметр · Пьер-Алексис Пессонно · Рональд Поньон | 38,71              | Германия · Алекс Шаф · Мариус Брёнинг · Тобиас Унгер · Алекс-Платини Менга              | 38,92              |
| Эстафета 4×400 м       | Франция [b] · Николя Фийон · Тедди Венель · Мамаду Кассе Анн · Мам-Ибра Анн                   | 3.03,33 [b]           | Германия [b] · Давид Гольнов · Йонас Пласс · Беньямин Йонас · Томас Шнайдер      | 3.04,10 [b]        | Польша [b] · Пётр Вядерек · Марцин Марцинишин · Камиль Будзеевский · Матеуш Форманьский | 3.04,42 [b]        |
| 110 м с барьерами      | Энди Тёрнер Великобритания                                                                    | 13,42 (−2,4 м/с)      | Гарфилд Дарьен Франция                                                           | 13,64 (−2,4 м/с)   | Джексон Киньонес Испания                                                                | 13,71 (−0,8 м/с)   |
| 400 м с барьерами      | Дэвид Грин Великобритания                                                                     | 49,21 CR              | Георг Фляйшхауэр Германия                                                        | 49,56              | Александр Деревягин Россия                                                              | 49,70              |
| 3000 м с препятствиями | Венсан Зуауи-Дандрьё Франция                                                                  | 8.30,85               | Штеффен Уличка Германия                                                          | 8.31,01            | Вадим Слободенюк [c] Украина                                                            | 8.37,19 [c]        |
| Прыжок в высоту        | Дмитрий Демьянюк Украина                                                                      | 2,35 м CR             | Алексей Дмитрик Россия                                                           | 2,31 м             | Ярослав Баба Чехия                                                                      | 2,28 м             |
| Прыжок в высоту        | Дмитрий Демьянюк Украина                                                                      | 2,35 м CR             | Алексей Дмитрик Россия                                                           | 2,31 м             | Рауль Шпанк Германия                                                                    | 2,28 м             |
| Прыжок с шестом        | Максим Мазурик Украина                                                                        | 5,72 м                | Мальте Мор Германия                                                              | 5,72 м             | Александр Грипич Россия                                                                 | 5,60 м             |
| Прыжок в длину         | Александр Меньков Россия                                                                      | 8,20 м (+0,9 м/с) CR  | Мишель Торнеус Швеция                                                            | 8,19 м (+1,4 м/с)  | Крис Томлинсон Великобритания                                                           | 8,12 м (+1,8 м/с)  |
| Тройной прыжок         | Фабрицио Скембри Италия                                                                       | 16,95 м (+4,5 м/с)    | Дмитрий Плотницкий Белоруссия                                                    | 16,81 м (+3,8 м/с) | Виктор Кузнецов Украина                                                                 | 16,79 м (+4,0 м/с) |
| Толкание ядра          | Давид Шторль Германия                                                                         | 20,81 м               | Томаш Маевский Польша                                                            | 20,51 м            | Иван Юшков [d] Россия                                                                   | 19,49 м [d]        |
| Метание диска          | Роберт Хартинг Германия                                                                       | 65,63 м               | Франк Касаньяс Испания                                                           | 62,43 м            | Пётр Малаховский Польша                                                                 | 61,66 м            |
| Метание молота         | Маркус Эссер Германия                                                                         | 79,28 м CR            | Павел Файдек Польша                                                              | 76,98 м            | Алексей Сокирский Украина                                                               | 76,96 м            |
| Метание копья          | Сергей Макаров [e] Россия                                                                     | 81,20 м [e]           | Габриэль Валлин [e] Швеция                                                       | 80,88 м [e]        | Маттиас Де Цордо [e] Германия                                                           | 77,86 м [e]        |

b  21 июня 2017 года Всероссийская федерация лёгкой атлетики объявила о дисквалификации спринтера Дениса Алексеева. В его допинг-пробе, взятой на Олимпийских играх 2008 года, был обнаружен дегидрохлорметилтестостерон. Все результаты спортсмена с 23 августа 2008 года по 27 июня 2013 года были аннулированы, в том числе первое место сборной России в эстафете 4×400 метров на командном чемпионате Европы — 2011 с результатом 3.02,42.

c  27 сентября 2016 года Международная ассоциация легкоатлетических федераций опубликовала список спортсменов, дисквалифицированных в связи с допинговыми нарушениями. Среди них оказался российский бегун Ильдар Миншин, отстранённый от соревнований на 2 года на основании отклонений показателей крови в биологическом паспорте. Его результаты с 15 августа 2009 года были аннулированы, в том числе третье место на командном чемпионате Европы 2011 года в беге на 3000 метров с препятствиями с результатом 8.34,56.

d  31 июля 2013 года ИААФ объявила о пожизненной дисквалификации за повторное нарушение антидопинговых правил белорусского толкателя ядра Андрея Михневича. Все его результаты с 6 августа 2005 года были аннулированы, в том числе третье место на командном чемпионате Европы 2011 года с результатом 20,40 м.

e  По окончании соревнований украинский копьеметатель Дмитрий Косинский сдал положительную допинг-пробу. Его результат (первое место, 81,29 м) был аннулирован, а сам спортсмен получил двухлетнюю дисквалификацию.

### Сильнейшие в отдельных видах — женщины
| Дисциплина             | 1-е место                                                                               | 1-е место             | 2-е место                                                                              | 2-е место          | 3-е место                                                                    | 3-е место          |
| ---------------------- | --------------------------------------------------------------------------------------- | --------------------- | -------------------------------------------------------------------------------------- | ------------------ | ---------------------------------------------------------------------------- | ------------------ |
| 100 м                  | Вероник Ман Франция                                                                     | 11,23 (−0,5 м/с) CR   | Олеся Повх Украина                                                                     | 11,28 (+1,5 м/с)   | Александра Федорива Россия                                                   | 11,34 (+1,5 м/с)   |
| 200 м                  | Мария Ремень Украина                                                                    | 23,10 (−2,2 м/с)      | Юлия Чермошанская Россия                                                               | 23,40 (−2,2 м/с)   | Катлен Чирх Германия                                                         | 23,45 (−2,1 м/с)   |
| 400 м                  | Антонина Ефремова Украина                                                               | 51,02 CR              | Дениса Росолова Чехия                                                                  | 51,37              | Шейна Кокс Великобритания                                                    | 51,49              |
| 800 м                  | Дженнифер Медоуз [f] Великобритания                                                     | 1.59,47 [f]           | Лилия Лобанова [f] Украина                                                             | 2.00,18 [f]        | Марина Арзамасова [f] Белоруссия                                             | 2.00,62 [f]        |
| 1500 м                 | Шарлен Томас Великобритания                                                             | 4.06,85               | Анна Мищенко [g] Украина                                                               | 4.07,27 [g]        | Нурия Фернандес [g] Испания                                                  | 4.07,82 [g]        |
| 3000 м                 | Наталья Тобиас [h] Украина                                                              | 8.54,16 [h]           | Наталья Родригес [h] Испания                                                           | 8.55,09 [h]        | Лидия Хоецкая [h] Польша                                                     | 8.55,73 [h]        |
| 5000 м                 | Долорес Чека Испания                                                                    | 15.16,89              | Елена Задорожная Россия                                                                | 15.28,65           | Хелен Клитру Великобритания                                                  | 15.33,03           |
| Эстафета 4×100 м       | Украина · Олеся Повх · Наталья Погребняк · Мария Ремень · Кристина Стуй                 | 42,85 CR              | Россия · Екатерина Вороненкова · Александра Федорива · Юлия Гущина · Юлия Чермошанская | 43,12              | Германия · Йоханна Кедзерски · Марион Вагнер · Катлен Чирх · Лена Гюнтер     | 43,37              |
| Эстафета 4×400 м       | Великобритания [i] · Келли Мэсси · Никола Сандерс · Ли Макконнелл · Перри Шейкс-Дрейтон | 3.27,21 [i]           | Украина [i] · Ксения Карандюк · Алина Логвиненко · Юлия Баралей · Антонина Ефремова    | 3.28,13 [i]        | Германия [i] · Янин Линденберг · Эстер Кремер · Лена Шмидт · Клаудия Хоффман | 3.28,89 [i]        |
| 100 м с барьерами      | Татьяна Дектярёва Россия                                                                | 13,16 (−1,0 м/с)      | Алина Талай Белоруссия                                                                 | 13,19 (−0,2 м/с)   | Марция Каравелли Италия                                                      | 13,21 (−1,0 м/с)   |
| 400 м с барьерами      | Зузана Гейнова Чехия                                                                    | 53,87 NR CR           | Наталья Антюх Россия                                                                   | 54,52              | Перри Шейкс-Дрейтон Великобритания                                           | 55,06              |
| 3000 м с препятствиями | Гульнара Галкина-Самитова Россия                                                        | 9.31,20               | Сара Морейра Португалия                                                                | 9.35,11            | Яна Зуссман Германия                                                         | 9.43,28            |
| Прыжок в высоту        | Эмма Грин Швеция                                                                        | 1,89 м                | Вита Стёпина Украина                                                                   | 1,89 м             | Рут Бейтиа Испания                                                           | 1,89 м             |
| Прыжок с шестом        | Анна Роговская Польша                                                                   | 4,75 м CR             | Зильке Шпигельбург Германия                                                            | 4,75 м CR          | Иржина Птачникова Чехия                                                      | 4,60 м             |
| Прыжок в длину         | Дарья Клишина Россия                                                                    | 6,74 м (+0,9 м/с)     | Каролина Клюфт Швеция                                                                  | 6,73 м (+0,7 м/с)  | Элуаз Лезюэр Франция                                                         | 6,60 м (+2,2 м/с)  |
| Тройной прыжок         | Ольга Саладуха Украина                                                                  | 14,85 м (+1,8 м/с) CR | Симона Ла Мантия Италия                                                                | 14,29 м (+1,2 м/с) | Патрисия Саррапио Испания                                                    | 14,10 м (+1,7 м/с) |
| Толкание ядра          | Надин Кляйнерт Германия                                                                 | 17,81 м               | Анна Авдеева Россия                                                                    | 17,33 м            | Кьяра Роза Италия                                                            | 17,18 м            |
| Метание диска          | Екатерина Карсак Украина                                                                | 63,35 м               | Жанета Глянц [j] Польша                                                                | 59,29 м [j]        | Надин Мюллер [j] Германия                                                    | 57,78 м [j]        |
| Метание молота         | Бетти Хайдлер Германия                                                                  | 73,43 м               | Татьяна Лысенко Россия                                                                 | 71,44 м            | Катержина Шафранкова Чехия                                                   | 69,39 м            |
| Метание копья          | Кристина Обергфёлль Германия                                                            | 66,22 м               | Голди Сайерс Великобритания                                                            | 64,46 м            | Барбора Шпотакова Чехия                                                      | 64,40 м            |

f  10 февраля 2017 года Спортивный арбитражный суд принял решение о дисквалификации российской легкоатлетки Марии Савиновой. На основании показателей биологического паспорта был сделан вывод о применении спортсменкой допинга. Савинова была дисквалифицирована на четыре года, а её результаты после 26 июля 2010 года — аннулированы, в том числе первое место на командном чемпионате Европы — 2011 в беге на 800 метров с результатом 1.58,75.

g  29 ноября 2016 года Спортивный арбитражный суд в Лозанне принял решение о дисквалификации российской бегуньи на средние дистанции Екатерина Шарминой (Мартыновой). Спортсменка была отстранена от соревнований на три года, а её результаты после 17 июня 2011 года — аннулированы, в том числе второе место на командном чемпионате Европы — 2011 в беге на 1500 метров с результатом 4.07,08.

В сентябре 2014 года, также на основании показателей биологического паспорта, была дисквалифицирована белорусская бегунья Наталья Корейво. Все её результаты после 28 июля 2010 года были аннулированы, в том числе четвёртое место на командном чемпионате Европы — 2011 в беге на 1500 метров с результатом 4.07,76.

h  3 февраля 2013 года Всероссийская федерация лёгкой атлетики сообщила о дисквалификации бегуньи на средние дистанции Олеси Сырьевой в связи с абнормальными показателями гематологического профиля её биологического паспорта. Решением Антидопинговой комиссии ВФЛА спортсменка была отстранена от выступления в соревнованиях в течение 2 лет, а все её результаты, показанные после 3 марта 2011 года — аннулированы, в том числе первое место на командном чемпионате Европы — 2011 в беге на 3000 м с результатом 8.53,20.

i  1 февраля 2019 года стало известно, что Спортивный арбитражный суд на основании доклада Макларена и показаний Григория Родченкова признал 12 российских легкоатлетов виновными в нарушении антидопинговых правил. Среди них оказалась бегунья на 400 метров Татьяна Фирова. Все её результаты с 20 августа 2008 года по 31 декабря 2012 года были аннулированы, в том числе на командном чемпионате Европы 2011 года: первое место сборной России (Ксения Вдовина, Ксения Задорина, Татьяна Фирова, Людмила Литвинова) в эстафете 4×400 метров с результатом 3.27,17.

j  14 декабря 2017 года ИААФ сообщила об аннулировании результатов российской метательницы диска Дарьи Пищальниковой. В связи с нарушением антидопинговых правил все выступления спортсменки с 1 мая 2011 года по 20 мая 2012 года были признаны недействительными, в том числе второе место на командном чемпионате Европы — 2011 с результатом 61,09 м.

## Первая лига
Соревнования в Первой лиге прошли 18—19 июня 2011 года в турецком Измире. В следующий розыгрыш Суперлиги вышли Греция, Турция и Норвегия. Вылетели во Вторую лигу Словения и Хорватия.
| Место | Команда    | Очки  |
| ----- | ---------- | ----- |
| 1     | Греция     | 303   |
| 2     | Турция     | 294,5 |
| 3     | Норвегия   | 292   |
| 4     | Румыния    | 282   |
| 5     | Нидерланды | 282   |
| 6     | Венгрия    | 269   |
| 7     | Швейцария  | 256   |
| 8     | Финляндия  | 251   |
| 9     | Бельгия    | 248,5 |
| 10    | Ирландия   | 227   |
| 11    | Словения   | 205   |
| 12    | Хорватия   | 182   |

## Вторая лига
Соревнования во Второй лиге прошли 18—19 июня 2011 года в Нови-Саде, Сербия. Две лучшие команды турнира, Эстония и Болгария, заслужили право выступать в Первой лиге в следующем розыгрыше командного чемпионата Европы. В Третью лигу вылетели Латвия и Словакия.
| Место | Команда  | Очки  |
| ----- | -------- | ----- |
| 1     | Эстония  | 218   |
| 2     | Болгария | 215,5 |
| 3     | Сербия   | 188,5 |
| 4     | Литва    | 185   |
| 5     | Дания    | 177,5 |
| 6     | Австрия  | 172   |
| 7     | Латвия   | 147   |
| 8     | Словакия | 134,5 |

## Третья лига
Соревнования в Третьей лиге прошли 18—19 июня 2011 года в Рейкьявике, столице Исландии. Повышения в классе добились команды Израиля и Кипра.
| Место | Команда                                                                | Очки |
| ----- | ---------------------------------------------------------------------- | ---- |
| 1     | Израиль                                                                | 491  |
| 2     | Кипр                                                                   | 470  |
| 3     | Молдова                                                                | 425  |
| 4     | Исландия                                                               | 412  |
| 5     | Босния и Герцеговина                                                   | 391  |
| 6     | Азербайджан                                                            | 378  |
| 7     | Армения                                                                | 342  |
| 8     | Люксембург                                                             | 336  |
| 9     | Мальта                                                                 | 271  |
| 10    | Черногория                                                             | 267  |
| 11    | Северная Македония                                                     | 234  |
| 12    | Сборная малых государств Европы · Сан-Марино · Лихтенштейн · Гибралтар | 179  |
| 13    | Андорра                                                                | 173  |
| 14    | Грузия                                                                 | 145  |
| 15    | Албания                                                                | 91   |